# 塞米利

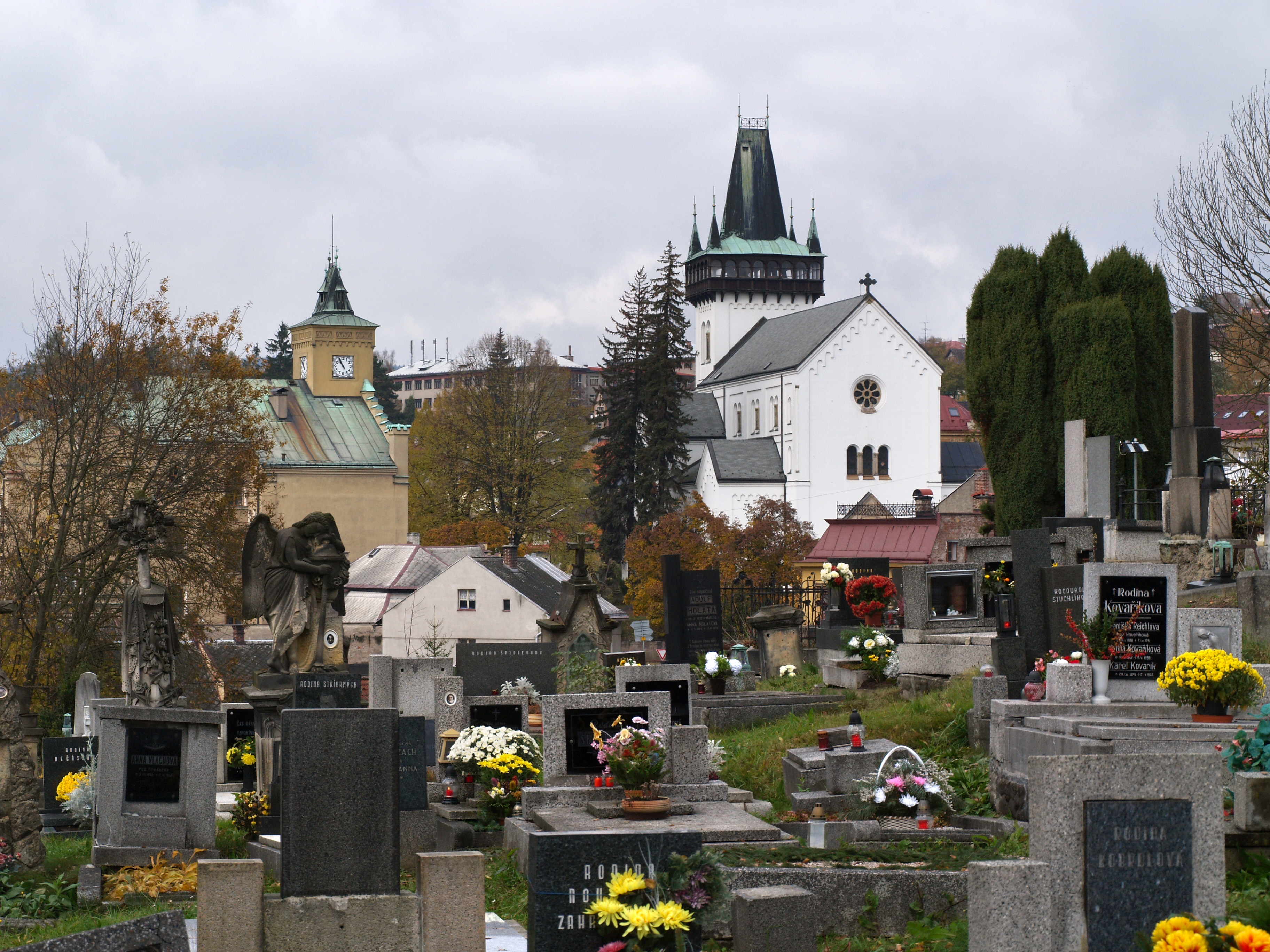

塞米利是捷克的城鎮，位於該國北部，距離首都布拉格84公里，由利貝雷茨州負責管轄，始建於十四世紀，面積16.31平方公里，海拔高度340米，2010年人口8,736。

## 外部連結
- Municipal website (cz, en, de, pl, nl)